# Communauté de communes du Pays des Lacs
La Communauté de communes du Pays des Lacs est une ancienne communauté de communes française, située dans le département du Jura et l'arrondissement de Lons-le-Saunier.

## Historique
Le 1er juillet 2019, les communes de Marigny, Le Frasnois et Saffloz quittent la communauté de communes du Pays des Lacs pour adhérer à la communauté de communes Champagnole Nozeroy Jura.
Le 1er janvier 2020, cette communauté de communes a fusionné avec ses voisines (Jura sud, Petite Montagne et Région d'Orgelet) pour former la Communauté de communes Jura Sud, Pays des Lacs, Petite Montagne et Région d'Orgelet.

## Composition
La communauté de communes regroupait les 27 communes suivantes :
| Nom                        | Code Insee | Gentilé       | Superficie (km2) | Population (dernière pop. légale) | Densité (hab./km2) |
| -------------------------- | ---------- | ------------- | ---------------- | --------------------------------- | ------------------ |
| Clairvaux-les-Lacs (siège) | 39154      | Clairvaliens  | 12,29            | 1 439 (2014)                      | 117                |
| Barésia-sur-l'Ain          | 39038      |               | 9,39             | 155 (2014)                        | 17                 |
| Blye                       | 39058      | Cabas         | 10,76            | 164 (2014)                        | 15                 |
| Boissia                    | 39061      | Boissiatons   | 5,67             | 130 (2014)                        | 23                 |
| Bonlieu                    | 39063      | Chiettards    | 13,05            | 265 (2014)                        | 20                 |
| Charcier                   | 39107      |               | 12,91            | 115 (2014)                        | 8,9                |
| Charézier                  | 39109      |               | 9,26             | 160 (2014)                        | 17                 |
| Châtillon                  | 39122      |               | 16,77            | 143 (2014)                        | 8,5                |
| Chevrotaine                | 39143      |               | 5,33             | 34 (2014)                         | 6,4                |
| Cogna                      | 39156      |               | 6,60             | 255 (2014)                        | 39                 |
| Denezières                 | 39192      |               | 6,41             | 77 (2014)                         | 12                 |
| Doucier                    | 39201      | Douceins      | 12,52            | 300 (2014)                        | 24                 |
| Fontenu                    | 39230      | Roclins       | 6,71             | 73 (2014)                         | 11                 |
| Hautecour                  | 39265      | Hautacortains | 5,19             | 189 (2014)                        | 36                 |
| La Frasnée                 | 39239      | Gangoniens    | 3,19             | 36 (2014)                         | 11                 |
| Largillay-Marsonnay        | 39278      |               | 6,98             | 183 (2014)                        | 26                 |
| Menétrux-en-Joux           | 39322      |               | 8,78             | 60 (2014)                         | 6,8                |
| Mesnois                    | 39326      | Matous        | 11,47            | 196 (2014)                        | 17                 |
| Patornay                   | 39408      |               | 1,80             | 140 (2014)                        | 78                 |
| Pont-de-Poitte             | 39435      | Pontois       | 7,02             | 646 (2014)                        | 92                 |
| Saint-Maurice-Crillat      | 39493      |               | 20,79            | 234 (2014)                        | 11                 |
| Saugeot                    | 39505      |               | 4,49             | 57 (2014)                         | 13                 |
| Songeson                   | 39518      |               | 8,42             | 74 (2014)                         | 8,8                |
| Soucia                     | 39519      | Souciatons    | 12,37            | 183 (2014)                        | 15                 |
| Thoiria                    | 39531      | Thoiriassiens | 12,24            | 204 (2014)                        | 17                 |
| Uxelles                    | 39538      | Uxellois      | 5,27             | 50 (2014)                         | 9,5                |
| Vertamboz                  | 39556      | Vertamboziens | 6,66             | 88 (2014)                         | 13                 |

## Administration

### Liste des présidents
| Période | Période       | Identité             | Étiquette | Qualité                      |
| ------- | ------------- | -------------------- | --------- | ---------------------------- |
| ?       | décembre 2019 | Jean-Claude Maillard |           | maire de la commune de Cogna |

## Compétences
- Assainissement non collectif
- Récupération de déchets des ménages et déchets assimilés
- Gestion des déchets des ménages et déchets assimilés
- Autres actions environnementales
- Activités sanitaires
- Activités sociales
- Création, aménagement, entretien et gestion de zone d'activité industrielle, commerciale, tertiaire, artisanale ou touristique
- Action de développement local (Soutien des activités industrielles, commerciales ou de l'emploi, Soutien des activités agricoles et forestières...)
- Activités péri-scolaires
- Constitution de réserves foncières
- Création, aménagement, entretien de la voirie
- Tourisme
- Opération programmée d'amélioration de l'habitat (OPAH)
- Amélioration du parc immobilier bâti d'intérêt communautaire
- Préfiguration et fonctionnement des Pays
- Infrastructure de télécommunication (téléphonie mobile...)

## Logotype

Images de l'évolution du logo
Logo
Logo de 2016 à 2020
Logo actuel utilisé depuis 2020

## Sources
- Bulletin d'informations de la Communauté de communes du Pays des lacs, no 14, janvier 2010.